# Kapsulotomie
Der Ausdruck Kapsulotomie setzt sich zusammen aus Kapsel (vom lateinischen capsa für Behältnis) und dem Suffix -tomie (vom griechischen τέμνειν (temnein) für schneiden, (zer-)teilen und τομή (tome) für Schnitt). Der Begriff wird in verschiedenen medizinischen Fachrichtungen mit unterschiedlicher Bedeutung verwendet:
- In der Augenheilkunde bezeichnet Kapsulotomie eine Laser-Behandlungsmethode.

- In der Neurochirurgie bezeichnet Kapsulotomie ein operatives therapeutisches Verfahren.
- In der Plastischen Chirurgie bezeichnet Kapsulotomie einen operativen Eingriff bei Vorliegen einer Kapselfibrose.